# دفتر طراحی تجربی

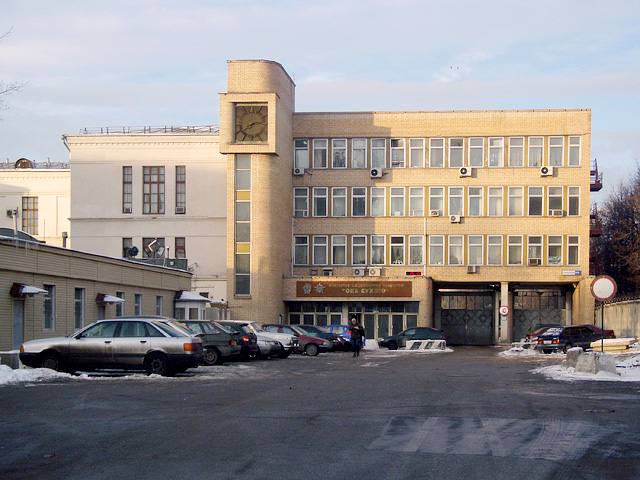
نمایی از یک ساختمان دفتر طراحی تجربی سوخو (OKB-51) در مسکو - ۲۰۰۷

دفتر طراحی تجربی (به روسی: Опытное конструкторское бюро)(در زبان انگلیسی به OKB مشهور است) در دوران شوروی دوایری بودند که بر روی طراحی پیش‌نمونه‌های فناوری‌های پیشرفته، که بیشتر کاربرد نظامی داشت فعالیت می‌کردند.
یک دفتر به‌طور رسمی توسط یک شماره مشخص می‌شد و اغلب به صورت نیمه رسمی به نام طراح اصلی آن - به عنوان مثال، OKB-51 توسط پاول سوخو (Pavel Sukhoi) مدیریت می‌شد و در نهایت به عنوان OKB Sukhoi شناخته شد. دفاتر موفق و مشهور اغلب این نام را حتی پس از مرگ یا جایگزینی طراحان خود حفظ می‌کردند.
این سازمان‌های دولتی نسبتا کوچک برای تولید انبوه هواپیما، موشک و یا سایر وسایل نقلیه یا تجهیزاتی طراحی نشده بودند. با این حال آن‌ها معمولاً امکانات و منابع لازم برای ساخت نمونه‌های اولیه را داشتند. طرح‌هایی که توسط دولت پذیرفته می‌شدند، برای تولید انبوه به کارخانه‌ها فرستاده می‌شدند.
پس از فروپاشی اتحاد جماهیر شوروی، بسیاری از OKBs به سازمان تولید علمی تبدیل شدند (Научно-производственное объединение) به اختصار به NPO. برخی از تلاش‌ها برای ادغام آن‌ها در دهه 1990 وجود داشت.